# Robotboy
Robotboy is een Brits-Franse animatieserie geproduceerd door Alphanim in samenwerking met Cartoon Network. De serie werd van 2005 tot 2008 uitgezonden en telt in totaal 52 afleveringen verdeeld over vier seizoenen. Elke aflevering van de serie bestaat uit twee subafleveringen van elk 11 minuten.
De serie is bedacht en ontworpen door Jan Van Rijsselberge, en geregisseerd door Charlie Bean, die ook meewerkte aan The Adventures of Jimmy Neutron: Boy Genius en Camp Lazlo. De muziek is afkomstig van de Hans Helewaut.

## Plot
De serie draait om Robotboy, een geavanceerde gevechtsrobot met de persoonlijkheid van een kind, gemaakt door professor Moshimo. Uit angst dat zijn creatie gestolen zal worden door zijn aartsvijand, Dr. Kamikazi, stuurt Moshimo Robotboy naar Tommy Turnbull, een 11-jarige jongen die groot fan is van Moshimo's werk.
Bij Tommy en diens vrienden Lola en Gus leer Robotboy over de wereld, en probeert zich zo goed mogelijk te gedragen als een echte jongen. Echter al snel ontdekt Dr. Kamikazi Robotoboys nieuwe verblijfplaats en zet alles in het werk om hem te bemachtigen.

## Personages

### Protagonisten
RobotboyDe protagonist van de serie. Hij is een creatie van de wetenschapper professor Moshimo. Robotboy heeft drie vormen. Zijn bekendste is de geactiveerde vorm. Hierin is hij een blauwe robot ter grootte van een kind, met aan de zijkant van zijn hoofd twee blauwe uitsteeksels. Hij kan echter ook veranderen naar een grotere, meer gewapende vorm, en een gedeactiveerde vorm waarin hij klein genoeg wordt om in een rugzak te passen. Hij heeft tentakels in zijn armen en raketten onder zijn voeten. In supermode beschikt hij over wapens als raketten en machinegeweren. Robotboy heeft een menselijke persoonlijkheid en kan emoties tonen. Hij snapt echter maar weinig van het leven van mensen.
Tommy TurnbullEen tien jaar oude jongen (na het 3e seizoen elf jaar) die een grote bewonderaar is van professor Moshimo's werk en geïnteresseerd is in robots en wetenschap. Hij krijgt de zorg over Robotboy van Moshimo. Tommy en Robotboy zijn de beste vrienden en Tommy zorgt voor hem en onderhoudt hem dan ook. Ook kan hij Robotboy zelf repareren en kan al zelf kleine robotjes bouwen. In principe neemt hij Robotboy (bijna) overal mee naartoe, maar hij houdt hem in zijn rugzak omdat Robotboy een geheim moet blijven, dit vaak tot Robotboys verdriet. Hij leert Robotboy hoe het is om een echte jongen te zijn en helpt hem de wereld te begrijpen door de ogen van een jongen. Hij is echter ook vaak streng tegen Robotboy en gedraagt zich dan vooral als een vaderfiguur. Om Robotboys veiligheid te garanderen, beschermt hij hem zeer. Wanneer Robotboy door een schurk wordt meegenomen is hij de eerste die erachteraan gaat om Robotboy te redden, vaak met gevaar voor eigen leven. Hij interesseert zich niet voor sport, maar wel voor videogames en stripboeken.
Lola Mbolắde dochter van een rijke Afrikaanse ambassadeur, en een van Tommy's vrienden. Ze heeft ondanks haar jonge leeftijd al ervaring met het besturen van jets en speedboten. Ze is heimelijk verliefd op Tommy, maar durft daar niet voor uit te komen. Ondanks de kleine hints die ze geeft aan hem heeft hij dit nooit door of snapt de hints niet. Ze kan erg bazig zijn en is degene met de grootste mond. Toch staat ze altijd als eerste klaar om Tommy te helpen en komt vaak met oplossingen voor problemen. Met Gus heeft ze een haat-liefdeverhouding.
Gus TurnerIs de andere vriend van Tommy. Hij noemt zichzelf ook vaak 'The G-Man'. Hij kampt met overgewicht, is neurotisch en is niet bijster slim. In vrijwel alle opzichten is hij een tegenpool van Tommy, maar toch zijn de twee de beste vrienden. Dankzij zijn stommigheid en koppigheid zorgt hij voor veel problemen en is hij bijvoorbeeld voor schurken het ideale middel om dicht bij Robotboy te komen. Hij is de laatste die actie onderneemt om zijn vrienden te redden of met plannen komt. Zijn eerste prioriteit is altijd eten en hij eet dan ook alles wat op zijn pad komt, of het nu vers of afval is. Zijn ouders zijn Amish en verbieden dingen als technologie en fastfood. Dit verklaart waarschijnlijk zijn gedrag en interesses. Zijn personage is vooral de komische noot in de serie die de humor verzorgt door middel van gedrag en slapstick.
Professor MoshimoIs een Japanse wetenschapper en de maker van Robotboy. Hij ontwikkelde Robotboy, Protoboy en Protogirl, waarvan Robotboy zijn meest geslaagde robot is. Omdat hij bang is dat Robotboy bij hem niet veilig is, stuurt hij de robot naar Tommy. Hij heeft vaak contact met Tommy om te vragen hoe het met Robotboy gaat, te helpen of om tips te geven over het onderhoud. Hij is een kalme, oudere en rustige man van weinig woorden en behoorlijk lang. Voordat hij wetenschapper werd, was hij een boer in de Mexicaanse alpen.

### Schurken
Dr. KamikaziDe hoofdschurk en een kwaadaardige wetenschapper. Een zelf geclaimd kwade genius die het op Robotboy heeft voorzien. Hij is een kleine, Aziatische, sadistische oudere man. Zijn doel is om Robotboy eigenhandig te maken en hem te klonen. Hierdoor kan hij de wereld veroveren. Om Robotboy eigenhandig te maken maakt hij gebruik van vele klonen die hijzelf creëert of spionnen. Hij heeft op veel plaatsen camera's hangen om Robotboy in de gaten te houden. Veel van zijn plannen mislukken echter door zijn eigen stommiteiten.
ConstantineDr. Kamikazi's handlanger. Hij doet vooral dienst als dommekracht en bodyguard. Hij is niet het standaard domme hulpje maar komt vaak met briljante ideeën. Drie keer lukt het hem zelfs om Robotboy te vangen. Echter wordt hij altijd weer aan zijn positie herinnert door Kamikazi die niet gediend is van Constantines werk of plannen. Constantine is van oorsprong Spaans en groeide op in een weeshuis. Hij werd als jonge jongen geadopteerd door Dr. Kamikazi. Hij is ook een uitstekende kok die graag en veel kookt (wat wel erg gewaardeerd wordt door zijn baas). Vooral Spaanse en Japanse gerechten als tapas, carpaccio en sushi zijn, zijn specialiteiten.
Donnie TurnbullTommy's oudere broer, en een echte pestkop. Hij houdt ervan mensen bijnamen te geven en te bedreigen.
Kurteen jongen van Tommy's school, en al net zo’n pestkop als Donnie.
Geheim AgentGeheim agent is de vader van Kurt (en wordt ook vaak zo aangesproken) en is in dienst van de overheid. Hij heeft het op Robotboy voorzien om zo promotie te maken bij zijn baas, die niet gelooft in het bestaan van de Robot.
Klaus von Affenkugeleen kleine, zwakke man van Duitse afkomst. Hij is miljardair, met een eigen munteenheid, en heeft veel bedrijven in bezit. Echter omdat hij zo zwak is, is hij zijn hele leven gepest. Hij wordt steeds gepest door verschillende mensen, kinderen en zelfs kleine dieren als eekhoorns. Hij probeert Robotboy te stelen om diens onderdelen te gebruiken voor zichzelf, zodat hij sterk wordt en wraak kan nemen op iedereen.
LudwigIs de assistent en handlanger van Klaus von Affenkugel. Het is een grote orang-oetan die bij zijn uitbraak it de dierentuin de zorg opnam op Klaus en hem zodoende als een baby verzorgt. Hij draagt zijn baas overal mee in een borstgordel als een baby.
Bjorn BjornsonEen 11-jarige jongen uit Noorwegen en oud-leerling van professor Moshimo. Hij is zeer neurotisch en heeft zijn eigen robot gebouwd, Bjorn-Bot. Een robot die qua uiterlijk op hem lijkt, maar nogal stoort met gedragsstoornis of geen intelligentie schijn te hebben. Hij wil Robotboy vernietigen zodat zijn robot de enige, beste vechtrobot ter wereld zal zijn en blijven.
Felonious HexxEen boze tovenaar. De enige schurk die niet uit is op Robotboy, maar enkel wraak wil nemen op Gus. Doordat Gus hem belachelijk maakte tijdens een van zijn optredens verloor hij zijn baan als artiest. Hierdoor moet hij verschillende banen nemen die onder zijn niveau zitten. Hij verschijnt als schoolarts, tandarts en babysitter. Bij elke baan wordt hij weer geconfronteerd met Gus die hem telkens opnieuw belachelijk maakt, tot grote woede van Hexx. Dit zorgt ervoor dat Hexx telkens zijn woede uit op Gus en hierdoor werkt Gus zich telkens weer in de problemen.
Protoboyis de eerste gevechtsrobot die professor Moshimo ooit bouwde in zijn carrière en het prototype van wat later Robotboy zou worden. Echter functioneert Protoboy niet goed en ziet hij de wereld als zijn vijand. Ooit werd hij door Kamikazi ontvoert, maar nadat hij Kamikazi's eiland en Kamikazi zelf bijna opblies werd hij uitgeschakeld. Robotboy zet hem jaren later weer aan om als broers te spelen. Dit gaat fout en Protoboy wil vooral de stad vernietigen. Als hij daarna door Robotboy verslagen is komt hij terug om voornamelijk wraak te nemen op Robotboy en Moshimo en probeert ze constant te vernietigen.

## Bijpersonages
Dwight TurnbullIs de vader van Tommy en Donnie. Hij maakt er geen geheim van dat Donnie zijn oogappel is. Hij heeft een hekel aan Tommy's interesses in robots, wetenschap en stripboeken en zou willen dat hij meer als Donnie was met interesses in sport, meiden en een wat ruiger uiterlijk. Ook heeft hij een enorme hekel aan Robotboy, die hij enkel gedeactiveerd ziet en beschouwt als een pop, en poppen zijn niet voor jongens. Hij is eigenaar van een sportwinkel en sport is dan ook zijn hobby. Dit is echter niet te zien aan de bierbuik die hij heeft.
Deb TurnbullDe moeder van Tommy en Donnie. Zij schijnt wel te geven om Tommy en beschouwt beide kinderen als haar oogappeltjes. Hoewel ze ook niet weet van het bestaan van Robotboy, ze kent hem ook alleen maar als een pop in zijn gedeactiveerde modus, schijnt ze dit niet erg te vinden en waardeert ze de hobby's van haar zoon. Ze kan echter wel een streng moederfiguur zijn als het aankomt op gezond eten, kamer opruimen of te veel binnen zitten. Tommy lijkt erg op zijn moeder, ze hebben beide een vierkant hoofd met scheiding naar links in het haar. Ze werkt als bibliothecaresse.
MiuMiuIs de verloofde en assistente van professor Moshimo. Zij is een jonge Japanse vrouw die ondanks het grote leeftijdsverschil met Moshimo erg verliefd op hem is. Zij draagt altijd een Japanse kimono.
Bambiis een 11-jarig meisje en klasgenoot van Tommy. Tommy is zeer verliefd op haar, maar zij ziet hem niet staan. In de meeste afleveringen is zij een pestkop die voornamelijk hem pest of voor schut zet. Toch blijft hij verliefd op haar. Ze is een klein, blond meisje met grote blauwe ogen en cheerleader die constant in haar outfit rondloopt. Ze heeft verkering met Kurt.
Vance Groscove(In het Nederlands ook wel Vincent Kaasschaaf) is een journalist die vooral erg armoedig leeft. Hij rijdt rond in een oude wagen gevuld met afval en draagt afgedragen kleding. Hij is erg geïnteresseerd in sciencefiction en gelooft erg in het bestaan van aliens. Robotboy ziet hij dan ook niet als een robot maar als alien. Hij veroorzaakt veel angst in de stad door foto's en reportages te verspreiden over Robotboy en hem af te schilderen als een alien die de stad aanvalt.
Meneer Fournieris de leraar van Tommy, Lola en Gus. Hij heeft voornamelijk constant problemen met Gus en de twee mogen elkaar echt niet. Hij is vaak slachtoffer van diens streken of Robotboys nieuwste wapens.

## Cast
| Personage                 | Nederlandse stem                | Engelse stem        |
| ------------------------- | ------------------------------- | ------------------- |
| Robotboy                  | Christa Lips                    | Laurence Bouvard    |
| Tommy Turnbull            | Anneke Beukman                  | Lorraine Pilkington |
| Gus Turner                | Ruud Drupsteen                  | Rupert Degas        |
| Lola Mbola                |                                 | Laurence Bouvard    |
| Dr. Kamikazi              | Ewout Eggink                    | Eiji Kusuhara       |
| Constantine (Constantijn) |                                 | Rupert Degas        |
| Professor Moshimo         | Bas Keijzer                     | Togo Igawa          |
| Donnie Turnbull           | Thijs van Aken (Seizoen 3 en 4) | Lewis MacLeod       |
| Klaus von Affenkugel      |                                 | Rupert Degas        |
| Felonious Hexx            | Thijs van Aken                  | Lewis MacLeod       |
| Bjorn Bjornson            |                                 | Lewis MacLeod       |

## Afleveringen

### Seizoen 1
| #  | Titel                                         | Uitzenddatum     |
| -- | --------------------------------------------- | ---------------- |
| 1  | Wolf in puppykleren / Aanval door uitval      | 28 december 2005 |
| 2  | Constabot / Schoonmaakdag                     | 14 januari 2006  |
| 3  | Plaagbots / Constantine rijst                 | 21 januari 2006  |
| 4  | Het metalen monster / Bericht uit de toekomst | 28 januari 2006  |
| 5  | De Donnienator / Halloween                    | 4 februari 2006  |
| 6  | Vechten voor een vriend / De vader van Kurt   | 11 februari 2006 |
| 7  | Broer / De natuur roept                       | 18 februari 2006 |
| 8  | Die wil ik ook / Zoete Wraak                  | 25 februari 2006 |
| 9  | Robot Liefde / Botte Bjorn                    | 4 maart 2006     |
| 10 | Roep nooit te vaak Kamikazi / Kwaade Kerst    | 11 maart 2006    |
| 11 | Onderwater / Nachtmerrie Kazi                 | 18 maart 2006    |
| 12 | De menselijke vuist op ijs / Robot Rebellen   | 25 maart 2006    |
| 13 | Huilbaby / Robotboy wordt echt                | 25 maart 2006    |

### Seizoen 2
| #  | Titel                                  | Uitzenddatum      |
| -- | -------------------------------------- | ----------------- |
| 14 | Robotman / De kwaadste genius          | 15 juli 2006      |
| 15 | Heibel met Stevie / Terug naar huis    | 22 juli 2006      |
| 16 | Kleuterklonen / Robot Girl             | 29 juli 2006      |
| 17 | Bambibot / Tommy's Dubbelganger        | 9 september 2006  |
| 18 | Tommy de paalbalkampioen / Het virus   | 16 september 2006 |
| 19 | De kluts kwijt / De Babysitter         | 23 september 2006 |
| 20 | De dubbelspion / De grote snoepactie   | 30 september 2006 |
| 21 | De adviseur / Katsdolheid              | 7 oktober 2006    |
| 22 | Aanval van de G-Man's / Feestbeest     | 14 oktober 2006   |
| 23 | Lol met een lintworm / Valentijn       | 21 oktober 2006   |
| 24 | Het gevecht / Liefde gaat door de maag | 28 oktober 2006   |
| 25 | Kazi's schoonheidssalon / Kamikameloen | 11 november 2006  |
| 26 | Worstelen met Gus / De voorspeller     | 18 november 2006  |

### Seizoen 3
| #  | Titel                                                 | Uitzenddatum   |
| -- | ----------------------------------------------------- | -------------- |
| 27 | De man van zes miljoen euro / RoboGus en de G-Machine | 4/5 april 2008 |
| 28 | Balstrijd / Controle op afstand                       | 12 april 2008  |
| 29 | Haar moederschap / Clammadon Ontwaakt                 | 19 april 2008  |
| 30 | Slechte vertaling / In een boom                       | 26 april 2008  |
| 31 | Wunderpark / Flits! Je bent oud                       | 3 mei 2008     |
| 32 | Rijder nul / De legende van Brainy-Yak                | 10 mei 2008    |
| 33 | Verpleeg-ster / Aantrekkingskracht                    | 17 mei 2008    |
| 34 | Het logeerpartijtje / Rowie?                          | 24 mei 2008    |
| 35 | C.H.O.P. / Vernietig alle robots                      | 31 mei 2008    |
| 36 | Wetenschapsangst / Automatommy                        | 7 juni 2008    |
| 37 | Mankantie / Reis naar het binnenste van Gus           | 14 juni 2008   |
| 38 | Foute File / Tragisch Magisch                         | 21 juni 2008   |
| 39 | Ooh die stank / Museum gekte                          | 28 juni 2008   |

### Seizoen 4
| #  | Titel                                               | Uitzenddatum      |
| -- | --------------------------------------------------- | ----------------- |
| 40 | Gus zijn grote mond / Kleine problemen              | 5 juli 2008       |
| 41 | Vitamine zuiger / Ogbot                             | 12 juli 2008      |
| 42 | De wegloper / Groe-Nie-Meer                         | 19 juli 2008      |
| 43 | Tante Gravitee / Pizza feest voor iedereen          | 26 juli 2008      |
| 44 | De vloek van Truckenstein / De Robolympische spelen | 2 augustus 2008   |
| 45 | Namaak / Gusto drank                                | 9 augustus 2008   |
| 46 | Robotboys vijftien minuten / De wisseltruc          | 16 augustus 2008  |
| 47 | De held / Ratten                                    | 23 augustus 2008  |
| 48 | Boerengekkigheid / Slechte oppas                    | 30 augustus 2008  |
| 49 | Bowlen voor domkoppen / Voor een dag echt           | 6 september 2008  |
| 50 | Donny Turnbull is vrij-af / Robotaapje schittert    | 13 september 2008 |
| 51 | De wraak van Protoboy / Goede oude oma              | 20 september 2008 |
| 52 | De terugkeer van Robotgirl / Mamma's kleine jongen  | 27 september 2008 |